# Картозио
Картозио (итал. Cartosio) је насеље у Италији у округу Алесандрија, региону Пијемонт.
Према процени из 2011. у насељу је живело 362 становника. Насеље се налази на надморској висини од 249 м.

## Становништво
| 1936. | 1951. | 1961. | 1971. | 1981. | 1991. | 2001. | 2011. |
| ----- | ----- | ----- | ----- | ----- | ----- | ----- | ----- |
| 1.333 | 1.210 | 1.034 | 936   | 908   | 817   | 805   | 811   |